# John Pohl
John Pohl (Rochester, 29 giugno 1979) è un ex hockeista su ghiaccio statunitense.

## Carriera

### Club
Pohl militò presso la University of Minnesota dal 1998 al 2002, riuscendo a conquistare nell'ultima stagione il titolo nazionale della NCAA, oltre a numerosi premi individuali. Nel 1998 fu scelto al nono giro dai St. Louis Blues. Nel 2002 esordì nel mondo professionistico nell'organizzazione dei Blues, giocando per tre stagioni in American Hockey League con i Worcester IceCats; con i Blues giocò un incontro nella stagione 2003-04.
Dalla stagione 2005-06 Pohl passò invece ai Toronto Maple Leafs, giocando quell'anno anche nella squadra affiliata dei Toronto Marlies. La sua prima rete in NHL giunse il 31 dicembre 2005 in occasione di un successo dei Maple Leafs per 6-3 contro i New Jersey Devils.
Nella stagione 2008-2009 si trasferì in Svizzera presso l'Hockey Club Lugano. All'inizio del 2009 Pohl, dopo aver collezionato 25 punti in 22 partite, rescisse il proprio contratto con i ticinesi, concludendo la stagione in Elitserien con il Frölunda.
Il 29 luglio 2009 Pohl fece ritorno in Nordamerica firmando un contratto annuale con i Chicago Wolves, franchigia della American Hockey League.

### Nazionale
John Pohl vestì la maglia degli Stati Uniti in occasione del campionato mondiale del 2003 giocato in Finlandia. Nelle sei partite giocate fu autore di tre reti e di quattro assist, risultando il miglior marcatore della propria squadra.

## Palmarès

### Club
- NCAA National Championship: 1

Minnesota: 2001-2002

### Individuale
- AHL All-Star Classic: 1

2006
- NCAA (WCHA) All-Academic Team: 3

1999-2000, 2000-2001, 2001-2002
- NCAA (WCHA) First All-Star Team: 1

2001-2002